# Tethysbaena relicta
Tethysbaena relicta är en kräftdjursart som först beskrevs av Por 1962.  Tethysbaena relicta ingår i släktet Tethysbaena och familjen Monodellidae. Inga underarter finns listade i Catalogue of Life.